# نيكلاس يونسون
نيكلاس يونسون (بالسويدية: Niclas Jönsson)‏ هو سائق سيارة سباق ومهندس سويدي، ولد في 4 أغسطس 1967 في Bankeryd ‏ في السويد.

## وصلات خارجية
- نيكلاس يونسون على موقع Racing-Reference.info (الإنجليزية)
- نيكلاس يونسون على موقع DriverDB.com (الإنجليزية)
- الموقع الرسمي